# Diego Llorente
Diego Javier Llorente Ríos (Madrid, 1993. augusztus 16. –) spanyol válogatott labdarúgó, a Real Betis középhátvédje.

## Pályafutása
2002-ben 10 éves kora előtt egy hónappal csatlakozott a Real Madrid akadémiájához. A 2012-13-as szezonban debütált a Real Madrid C csapatában. A Caudal Deportivo elleni 1-1-re végződő bajnoki mérkőzésen.
2013. március 24-én a Castillában is debütált Iván González helyére állt be a Córdoba CF elleni 4-0-ra megnyert mérkőzésen. Május 11-én a nagy csapatban a La Ligában az RCD Espanyol ellen a kispadon kapott helyet José Mourinhótól. Június 1-jén debütálhatott az CA Osasuna ellen, amikor is az utolsó percekben váltotta Álvaro Arbeloát.
2023. január 31-én vételi opcióval kölcsönbe került az olasz AS Roma csapatához. Július 8-án a 2023–24-es szezon végéig ismét kölcsönbe került a klubhoz.
2013-ban a Spanyol U20-as korosztályos válogatott tagjaként részt vett a 2013-as U20-as labdarúgó-világbajnokságon, ahol 3 mérkőzésen lépett pályára és összesen 6 mérkőzésen öltötte magára a válogatott mezét.

## Statisztika

### Klubcsapatokban
2020. július 19-i állapot szerint. szerint
| Klub             | Szezon           | Bajnokság | Bajnokság | Kupa  | Kupa  | Nemzetközi | Nemzetközi | Összesen | Összesen |
| Klub             | Szezon           | Meccs     | Gólok     | Meccs | Gólok | Meccs      | Gólok      | Meccs    | Gólok    |
| ---------------- | ---------------- | --------- | --------- | ----- | ----- | ---------- | ---------- | -------- | -------- |
| Real Madrid B    | 2012–13          | 1         | 0         | -     | -     | -          | -          | 1        | 0        |
| Real Madrid B    | 2013–14          | 31        | 1         | -     | -     | -          | -          | 31       | 1        |
| Real Madrid B    | 2014–15          | 31        | 2         | -     | -     | -          | -          | 31       | 2        |
| Összesen         | Összesen         | 63        | 3         | 0     | 0     | 0          | 0          | 63       | 3        |
| Real Madrid      | 2012–13          | 1         | 0         | 0     | 0     | 0          | 0          | 1        | 0        |
| Real Madrid      | 2013–14          | 1         | 0         | 0     | 0     | 0          | 0          | 1        | 0        |
| Real Madrid      | 2014–15          | 0         | 0         | 1     | 0     | 0          | 0          | 1        | 0        |
| Összesen         | Összesen         | 2         | 0         | 1     | 0     | 0          | 0          | 3        | 0        |
| Rayo Vallecano   | 2015–16          | 33        | 2         | 4     | 0     | -          | -          | 37       | 2        |
| Összesen         | Összesen         | 33        | 2         | 4     | 0     | 0          | 0          | 37       | 2        |
| Málaga           | 2016–17          | 25        | 2         | 2     | 0     | -          | -          | 27       | 2        |
| Összesen         | Összesen         | 25        | 2         | 2     | 0     | 0          | 0          | 27       | 2        |
| Real Sociedad    | 2017–18          | 27        | 3         | 1     | 1     | 6          | 3          | 34       | 7        |
| Real Sociedad    | 2018–19          | 21        | 0         | 2     | 0     | -          | -          | 23       | 0        |
| Real Sociedad    | 2019–20          | 29        | 1         | 1     | 0     | -          | -          | 30       | 1        |
| Összesen         | Összesen         | 77        | 4         | 4     | 1     | 6          | 3          | 87       | 8        |
| Karrier összesen | Karrier összesen | 200       | 11        | 11    | 1     | 6          | 3          | 217      | 15       |

### A válogatottban
| Nemzeti válogatott | Szezon   | Összesen | Összesen |
| Nemzeti válogatott | Szezon   | Mérk.    | Gólok    |
| ------------------ | -------- | -------- | -------- |
| Spanyolország      | 2016     | 1        | 0        |
| Spanyolország      | 2017     | 0        | 0        |
| Spanyolország      | 2018     | 1        | 0        |
| Spanyolország      | 2019     | 3        | 0        |
| Spanyolország      | 2020     | 1        | 0        |
| Spanyolország      | 2021     | 2        | 0        |
| Spanyolország      | 2022     | 2        | 0        |
| Összesen           | Összesen | 10       | 0        |